# VS-40
Il VS-40 (Foguete Suborbital VS-40) è un razzo-sonda brasiliano alimentato a combustibile solido, aerodinamicamente stabilizzato, costituito da un primo stadio con il motore S40TM (4.200 kg) e un secondo stadio con il motore S44M (810 kg). Questa configurazione corrisponde agli stadi superiori del razzo VLS-1.

## Caratteristiche

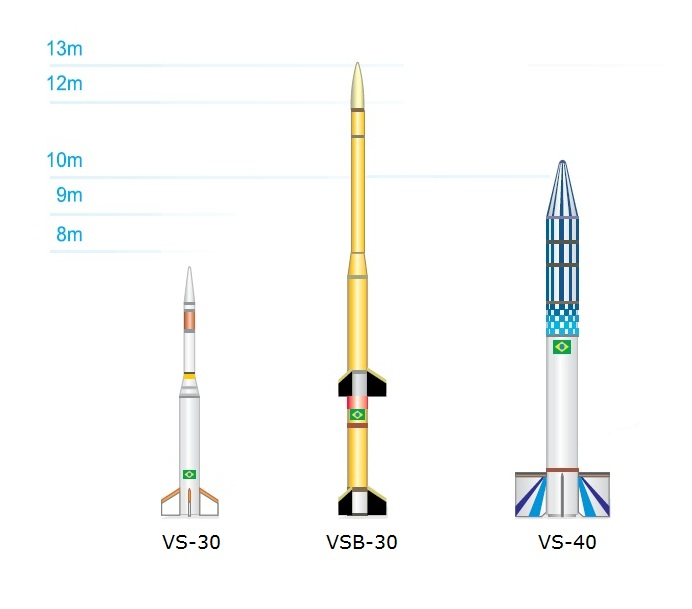
Famiglia di razzi brasiliani VS

- Lunghezza: 6725 mm
- Massa del carico utile: 500 kg
- Diametro: 1000 mm
- Massa iniziale totale: 6.737 kg
- Massa del carburante: 5.054 kg
- Massa strutturale: 1.028 kg
- Apogeo: 650 km
- Tempo in microgravità: 760'

## Lanci
| # | Razzo              | Data       | Local                   | Risultato  | Commenti                                     |
| - | ------------------ | ---------- | ----------------------- | ---------- | -------------------------------------------- |
| 1 | VS-40 PT-01        | 02/04/1993 | Brasile - CLA           | successo   | Abilitazione motore S44                      |
| 2 | VS-40 PT-02        | 21/03/1998 | Brasile - CLA           | successo   | Operazione Livramento, carico VAP-1 (Fokker) |
| 3 | VS-40M / SHEFEX II | 22/06/2012 | Norvegia - Andøya Space | successo   | Carico SHEFEX II                             |
| 4 | VS-40M / V03       | 19/07/2007 | Brasile CLA             | fallimento | Operazione São Lourenço - SARA               |
| 5 | VS-40M / V04       |            | Brasile CLA             | annullato  | SARA II                                      |